# Devana Chasma (quadrangle)

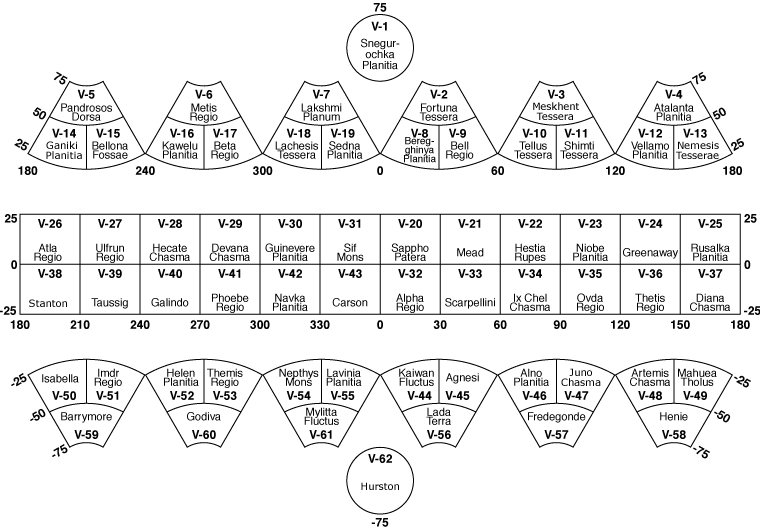
Quadrangles op Venus op schaal 1 : 5.000.000

Devana Chasma (V–29; breedtegraad 0°–25° N, lengtegraad 270°–300° E) is een quadrangle op de planeet Venus. Het is een van de 62 quadrangles op schaal 1 : 5.000.000. Het quadrangle werd genoemd naar de gelijknamige kloof die op zijn beurt is genoemd naar Devana, de godin van de wilde natuur, bossen, jacht en de maan, aanbeden door de Westelijke Slaven.

## Geologische structuren in Devana Chasma
Chasmata
- Devana Chasma
- Rona Chasma
- Zverine Chasma

Coronae
- Zhivana Corona

Farra
- Flosshilde Farra

Inslagkraters
- Aita
- Amelia
- Boivin
- Centlivre
- Domnika
- Dyasya
- Gulchatay
- Iondra
- Joshee
- Kaisa
- Khafiza
- Lyuba
- Mirabeau
- Nancy
- Olesya
- Rosa Bonheur
- Rhys
- Toklas
- Weil
- Zula

Montes
- Samodiva Mons
- Theia Mons
- Tuulikki Mons
- Xochiquetzal Mons

Paterae
- Grizodubova Patera

Planitiae
- Hinemoa Planitia

Regiones
- Beta Regio
- Hyndla Regio

Tesserae
- Nedolya Tesserae